# I Hate U, I Love U
"I Hate U, I Love U" is een nummer van de Amerikaanse zanger Gnash samen met zangeres Olivia O'Brien en kwam uit op 17 februari 2016. Op 19 april 2016 behaalde het nummer de nummer 1-positie in de ARIA Charts en werd daarmee Gnash's en O'Briens eerste nummer 1-hit in Australië.

## Videoclip
De bijhorende videoclip verscheen op 7 maart 2016 op het YouTube-account van Gnash.

## Hitnoteringen

### Nederlandse Top 40
| Hitnotering: 28-05-2016 t/m 01-10-2016 | Hitnotering: 28-05-2016 t/m 01-10-2016 | Hitnotering: 28-05-2016 t/m 01-10-2016 | Hitnotering: 28-05-2016 t/m 01-10-2016 | Hitnotering: 28-05-2016 t/m 01-10-2016 | Hitnotering: 28-05-2016 t/m 01-10-2016 | Hitnotering: 28-05-2016 t/m 01-10-2016 | Hitnotering: 28-05-2016 t/m 01-10-2016 | Hitnotering: 28-05-2016 t/m 01-10-2016 | Hitnotering: 28-05-2016 t/m 01-10-2016 | Hitnotering: 28-05-2016 t/m 01-10-2016 | Hitnotering: 28-05-2016 t/m 01-10-2016 | Hitnotering: 28-05-2016 t/m 01-10-2016 | Hitnotering: 28-05-2016 t/m 01-10-2016 | Hitnotering: 28-05-2016 t/m 01-10-2016 | Hitnotering: 28-05-2016 t/m 01-10-2016 | Hitnotering: 28-05-2016 t/m 01-10-2016 | Hitnotering: 28-05-2016 t/m 01-10-2016 | Hitnotering: 28-05-2016 t/m 01-10-2016 | Hitnotering: 28-05-2016 t/m 01-10-2016 | Hitnotering: 28-05-2016 t/m 01-10-2016 |
| Week:                                  | 1                                      | 2                                      | 3                                      | 4                                      | 5                                      | 6                                      | 7                                      | 8                                      | 9                                      | 10                                     | 11                                     | 12                                     | 13                                     | 14                                     | 15                                     | 16                                     | 17                                     | 18                                     | 19                                     |                                        |
| -------------------------------------- | -------------------------------------- | -------------------------------------- | -------------------------------------- | -------------------------------------- | -------------------------------------- | -------------------------------------- | -------------------------------------- | -------------------------------------- | -------------------------------------- | -------------------------------------- | -------------------------------------- | -------------------------------------- | -------------------------------------- | -------------------------------------- | -------------------------------------- | -------------------------------------- | -------------------------------------- | -------------------------------------- | -------------------------------------- | -------------------------------------- |
| Positie:                               | 32                                     | 28                                     | 29                                     | 27                                     | 30                                     | 35                                     | 35                                     | 33                                     | 24                                     | 21                                     | 22                                     | 23                                     | 24                                     | 26                                     | 26                                     | 29                                     | 32                                     | 34                                     | 36                                     | uit                                    |

### NederlandseSingle Top 100
| Hitnotering: 30-04-2016 t/m | Hitnotering: 30-04-2016 t/m | Hitnotering: 30-04-2016 t/m | Hitnotering: 30-04-2016 t/m | Hitnotering: 30-04-2016 t/m | Hitnotering: 30-04-2016 t/m | Hitnotering: 30-04-2016 t/m | Hitnotering: 30-04-2016 t/m | Hitnotering: 30-04-2016 t/m | Hitnotering: 30-04-2016 t/m | Hitnotering: 30-04-2016 t/m | Hitnotering: 30-04-2016 t/m | Hitnotering: 30-04-2016 t/m | Hitnotering: 30-04-2016 t/m | Hitnotering: 30-04-2016 t/m | Hitnotering: 30-04-2016 t/m | Hitnotering: 30-04-2016 t/m | Hitnotering: 30-04-2016 t/m | Hitnotering: 30-04-2016 t/m | Hitnotering: 30-04-2016 t/m | Hitnotering: 30-04-2016 t/m |
| Week:                       | 1                           | 2                           | 3                           | 4                           | 5                           | 6                           | 7                           | 8                           | 9                           | 10                          | 11                          | 12                          | 13                          | 14                          | 15                          | 16                          | 17                          | 18                          | 19                          | 20                          |
| --------------------------- | --------------------------- | --------------------------- | --------------------------- | --------------------------- | --------------------------- | --------------------------- | --------------------------- | --------------------------- | --------------------------- | --------------------------- | --------------------------- | --------------------------- | --------------------------- | --------------------------- | --------------------------- | --------------------------- | --------------------------- | --------------------------- | --------------------------- | --------------------------- |
| Positie:                    | 61                          | 49                          | 41                          | 37                          | 32                          | 28                          | 28                          | 27                          | 24                          | 27                          | 27                          | 26                          | 27                          | 26                          | 25                          | 23                          | 24                          | 23                          | 28                          | 26                          |
| Week:                       | 21                          | 22                          | 23                          | 24                          | 25                          | 26                          | 27                          | 28                          | 29                          | 30                          | 31                          | 32                          | 33                          | 34                          | 35                          | 36                          | 37                          | 38                          | 39                          | 40                          |
| Positie:                    | 28                          | 26                          | 35                          | 34                          | 40                          | 50                          | 46                          | 51                          | 40                          | 48                          | 45                          | 70                          | 70                          | 92                          | 99                          |                             |                             |                             |                             |                             |

### NederlandseMega Top 50
| Hitnotering: 28-05-2016 t/m 15-10-2016 | Hitnotering: 28-05-2016 t/m 15-10-2016 | Hitnotering: 28-05-2016 t/m 15-10-2016 | Hitnotering: 28-05-2016 t/m 15-10-2016 | Hitnotering: 28-05-2016 t/m 15-10-2016 | Hitnotering: 28-05-2016 t/m 15-10-2016 | Hitnotering: 28-05-2016 t/m 15-10-2016 | Hitnotering: 28-05-2016 t/m 15-10-2016 | Hitnotering: 28-05-2016 t/m 15-10-2016 | Hitnotering: 28-05-2016 t/m 15-10-2016 | Hitnotering: 28-05-2016 t/m 15-10-2016 | Hitnotering: 28-05-2016 t/m 15-10-2016 |
| Week:                                  | 1                                      | 2                                      | 3                                      | 4                                      | 5                                      | 6                                      | 7                                      | 8                                      | 9                                      | 10                                     | 11                                     |
| -------------------------------------- | -------------------------------------- | -------------------------------------- | -------------------------------------- | -------------------------------------- | -------------------------------------- | -------------------------------------- | -------------------------------------- | -------------------------------------- | -------------------------------------- | -------------------------------------- | -------------------------------------- |
| Positie:                               | 38                                     | 30                                     | 34                                     | 29                                     | 29                                     | 27                                     | 24                                     | 27                                     | 27                                     | 23                                     | 16                                     |
| Week:                                  | 12                                     | 13                                     | 14                                     | 15                                     | 16                                     | 17                                     | 18                                     | 19                                     | 20                                     | 21                                     |                                        |
| Positie:                               | 22                                     | 13                                     | 17                                     | 20                                     | 20                                     | 22                                     | 26                                     | 34                                     | 35                                     | 43                                     | uit                                    |